# Albanees voetbalelftal (vrouwen)
Het Albanees vrouwenvoetbalelftal is een team van voetballers dat Albanië vertegenwoordigt in internationale wedstrijden.

## Prestaties op eindronden

### Wereldkampioenschap
| Jaar   | Resultaat           | Wed                 | W                   | G                   | V                   | DV                  | DT                  |
| ------ | ------------------- | ------------------- | ------------------- | ------------------- | ------------------- | ------------------- | ------------------- |
| 1991   | Niet gekwalificeerd | Niet gekwalificeerd | Niet gekwalificeerd | Niet gekwalificeerd | Niet gekwalificeerd | Niet gekwalificeerd | Niet gekwalificeerd |
| 1995   | Niet gekwalificeerd | Niet gekwalificeerd | Niet gekwalificeerd | Niet gekwalificeerd | Niet gekwalificeerd | Niet gekwalificeerd | Niet gekwalificeerd |
| 1999   | Niet gekwalificeerd | Niet gekwalificeerd | Niet gekwalificeerd | Niet gekwalificeerd | Niet gekwalificeerd | Niet gekwalificeerd | Niet gekwalificeerd |
| 2003   | Niet gekwalificeerd | Niet gekwalificeerd | Niet gekwalificeerd | Niet gekwalificeerd | Niet gekwalificeerd | Niet gekwalificeerd | Niet gekwalificeerd |
| 2007   | Niet gekwalificeerd | Niet gekwalificeerd | Niet gekwalificeerd | Niet gekwalificeerd | Niet gekwalificeerd | Niet gekwalificeerd | Niet gekwalificeerd |
| 2011   | Niet gekwalificeerd | Niet gekwalificeerd | Niet gekwalificeerd | Niet gekwalificeerd | Niet gekwalificeerd | Niet gekwalificeerd | Niet gekwalificeerd |
| 2015   | Niet gekwalificeerd | Niet gekwalificeerd | Niet gekwalificeerd | Niet gekwalificeerd | Niet gekwalificeerd | Niet gekwalificeerd | Niet gekwalificeerd |
| Totaal | 0/7                 | 0                   | 0                   | 0                   | 0                   | 0                   | 0                   |

## FIFA-wereldranglijst
Betreft klassering aan het einde van het jaar.
| 2012 | 2013 | 2014 | 2015 | 2016 | 2017 |
| ---- | ---- | ---- | ---- | ---- | ---- |
| 131  | 59   | 75   | 81   | 72   | 71   |

## Statistieken
- Bijgewerkt tot en met de WK-kwalificatiewedstrijd tegen  Kosovo (3–1) op 30 november 2021.

### Tegenstanders
| Tegenstander          | Wed. | W | G | V | DV | DT | DS  | Details |
| --------------------- | ---- | - | - | - | -- | -- | --- | ------- |
| Armenië               | 1    | 1 | 0 | 0 | 5  | 0  | +5  | details |
| België                | 3    | 0 | 0 | 3 | 0  | 15 | –15 | details |
| Bosnië en Herzegovina | 2    | 0 | 1 | 1 | 0  | 1  | –1  | details |
| Bulgarije             | 2    | 1 | 0 | 1 | 2  | 3  | –1  | details |
| Cyprus                | 2    | 2 | 0 | 0 | 6  | 0  | +6  | details |
| Finland               | 2    | 0 | 0 | 2 | 1  | 11 | –10 | details |
| Frankrijk             | 2    | 0 | 0 | 2 | 0  | 12 | –12 | details |
| Griekenland           | 5    | 2 | 0 | 3 | 6  | 12 | –6  | details |
| Hongarije             | 1    | 0 | 0 | 1 | 0  | 6  | –6  | details |
| Kosovo                | 3    | 2 | 1 | 0 | 7  | 4  | +3  | details |
| Kroatië               | 2    | 0 | 0 | 2 | 2  | 10 | –8  | details |
| Letland               | 1    | 1 | 0 | 0 | 2  | 0  | +2  | details |
| Luxemburg             | 2    | 2 | 0 | 0 | 4  | 1  | +3  | details |
| Malta                 | 2    | 0 | 2 | 0 | 1  | 1  | 0   | details |
| Montenegro            | 6    | 3 | 1 | 2 | 15 | 12 | +3  | details |
| Nederland             | 2    | 0 | 0 | 2 | 1  | 14 | –13 | details |
| Noord-Macedonië       | 5    | 4 | 0 | 1 | 15 | 7  | +8  | details |
| Noorwegen             | 3    | 0 | 0 | 3 | 0  | 25 | –25 | details |
| Oekraïne              | 2    | 0 | 0 | 2 | 0  | 6  | –6  | details |
| Polen                 | 3    | 0 | 1 | 2 | 2  | 7  | –5  | details |
| Portugal              | 4    | 0 | 0 | 4 | 1  | 12 | –11 | details |
| Roemenië              | 2    | 0 | 0 | 2 | 0  | 6  | –6  | details |
| Schotland             | 4    | 0 | 0 | 4 | 1  | 15 | –14 | details |
| Slovenië              | 3    | 1 | 0 | 2 | 1  | 4  | –3  | details |
| Turkije               | 4    | 1 | 0 | 3 | 3  | 7  | –4  | details |
| Wit-Rusland           | 2    | 1 | 0 | 1 | 1  | 1  | 0   | details |
| Zwitserland           | 2    | 0 | 0 | 2 | 2  | 9  | –7  | details |

FSHF · A-internationals · Albanees mannenelftal
2011 – 2019 · 2020 – 2029
Armenië ·
België ·
Bosnië en Herzegovina ·
Bulgarije ·
Cyprus ·
Estland ·
Faeröer ·
Finland ·
Frankrijk ·
Griekenland ·
Hongarije ·
Ierland ·
Kosovo ·
Kroatië ·
Letland ·
Luxemburg ·
Malta ·
Montenegro ·
Nederland ·
Noord-Ierland ·
Noord-Macedonië ·
Noorwegen ·
Oekraïne ·
Polen ·
Portugal ·
Roemenië ·
Schotland ·
Slovenië ·
Tsjechië ·
Turkije ·
Wit-Rusland ·
Zwitserland
Albanese voetbalbond · Albanees voetbalelftal (mannen) · Albanees voetbalelftal (vrouwen)
Mannen
Kategoria Superiore · Kategoria e Parë · Kategoria e Dytë · Kategoria e Tretë · Albanese amateurdivisies
Albanese voetbalbeker · Supercup
 Vrouwen
Kampionati Kombëtar i Futbollit për Femra